# Bazylika katedralna Niepokalanego Poczęcia Najświętszej Maryi Panny w Denver
Bazylika katedralna Niepokalanego Poczęcia Najświętszej Maryi Panny w Denver, w stanie Colorado – główny kościół rzymskokatolickiej archidiecezji Denver oraz katedra miejscowego arcybiskupa. Położona jest przy 1530 Logan Street. Pełni również funkcje kościoła parafialnego. 

## Historia
Pierwszy kościół w Denver został wzniesiony w połowie XIX wieku, a pierwsza Msza święta w murach kościoła została odprawiona w 1860 r. W 1868 roku ks. Joseph P. Machebeuf, proboszcz i rektor kościoła został mianowany biskupem nowo powstałej diecezji Colorado, a kościół pw. Najświętszej Maryi Panny został podniesiony do rangi prokatedry.
Budowę nowej katedry rozpoczęto w 1902 roku. Autorem projektu był Leon Coquard, który przy projektowaniu świątyni wzorował się na trzynastowiecznej gotyckiej kolegiacie św. Mikołaja w Munster (Francja). Problemy finansowe spowodowały, że budowa katedry była wielokrotnie przerywana. Kamień węgielny został położony w 1906 roku. Dwie bliźniacze wieże o wys. 64 metry każda, wzniesiono w 1911 roku. Uroczystego poświęcenia katedry dokonano w 1921 roku. W 1979 roku decyzją Ojca Świętego Jana Pawła II katedra została podniesiona do rangi bazyliki mniejszej. 13 i 14 sierpnia 1993 roku Jan Paweł II odprawił Eucharystię w ramach Światowych Dni Młodzieży, które odbywały się w Denver.